# Saint-Vincent (Puy-de-Dôme)
Saint-Vincent település Franciaországban, Puy-de-Dôme megyében. Lakosainak száma 417 fő (2022. január 1.). Saint-Vincent Champeix, Clémensat, Saint-Floret, Tourzel-Ronzières és Les Deux-Rives községekkel határos.

## Népesség
A település népessége az elmúlt években az alábbi módon változott:
| Lakosok száma | 415  | 408  | 420  | 411  | 413  | 414  | 416  | 416  | 417  |
|               | 2013 | 2015 | 2016 | 2017 | 2018 | 2019 | 2020 | 2021 | 2022 |